# Show Us Your Hits
Show Us Your Hits è un album discografico di raccolta del gruppo musicale rock statunitense Bloodhound Gang, pubblicato nel 2010.

## Tracce
1. Altogether Ooky – 4:16
2. Fire Water Burn – 4:56
3. Along Comes Mary – 3:32
4. Foxtrot Uniform Charlie Kilo – 2:55
5. The Bad Touch – 4:25
6. No Hard Feelings – 5:16
7. A Lap Dance Is So Much Better When the Stripper Is Crying – 5:42
8. Kiss Me Where It Smells Funny – 3:09
9. The Ballad of Chasey Lain – 2:26
10. Three Point One Four – 4:00
11. Uhn Tiss Uhn Tiss Uhn Tiss – 4:24
12. I Hope You Die – 3:47